# MTBF
MTBF (ang. mean time between failures, średni czas bezawaryjnej pracy) – średni czas, w którym element konfiguracji lub usługa informatyczna działają bez przerw, spełniając zakładane funkcje lub poziom usługi. MTBF jest stosowany m.in. w informatyce oraz zarządzaniu.
Dla produktów współczynnik MTBF oparty jest na badaniach lub przewidywaniach. Dla wielu klientów jest dowodem wysokiej jakości produktu, nie jest jednak związany z gwarancją ani rękojmią. To, że urządzenie ma działać X lat, nie oznacza, że tyle trwa gwarancja lub, że produkt nie ulegnie uszkodzeniu przez taki czas. Wszystko zależy od intensywności użytkowania i warunków, w jakich urządzenie jest używane. MTBF ma ustaloną wartość liczbową tylko przy stałej intensywności uszkodzeń.
MTBF = MTTF + MTTR = Eτ + Eτr

## Zastosowanie

### Informatyka
W informatyce parametr MTBF jest często stosowany do określania trwałości twardych dysków. Jest to średni czas wyliczany statystycznie dla danej serii dysków. Przy jego pomocy można określić jakie jest prawdopodobieństwo uszkodzenia urządzenia w określonym czasie jego użytkowania (zwykle jednego roku).
Przykład 1: MTBF wynosi 200 tysięcy godzin, czyli prawdopodobieństwo uszkodzenia tego dysku w ciągu roku wynosi 4,38%. W ten sposób dostaje się informację, że na 23 dyski jeden może ulec uszkodzeniu w przeciągu jednego roku. Wartość ta maleje w przypadku, gdy dysk nie jest użytkowany 24 godziny na dobę.
Przykład 2: MTBF wynosi 1 500 000 godzin, czyli prawdopodobieństwo uszkodzenia tego dysku w ciągu roku wynosi 0,585%. W ten sposób dostaje się informację, że na 171 dysków jeden może ulec uszkodzeniu w ciągu jednego roku. Wartość ta maleje w przypadku, gdy dysk nie jest użytkowany 24 godziny na dobę.

### Zarządzanie operacyjne
Wskaźnik MTBF jest także stosowany w zarządzaniu operacyjnym, przede wszystkim w przedsiębiorstwach produkcyjnych, które wdrożyły lean management. Jest on jednym z kluczowych wskaźników efektywności (KPI) stosowanym w programach TPM dla monitorowania poziomu awaryjności maszyn. Wykorzystując wskaźnik MTBF można planować wymiany prewencyjne danych części w maszynie. Dla maszyn kluczowych przyjmuje się ogólnie zasadę: prewencyjna wymiana części co 85% MTBF. Przyjmowana wartość wymiany prewencyjnej powinna być dostosowana do potrzeb każdego zakładu z osobna. Przede wszystkim jednak powinna ona obejmować kluczowe części na priorytetowych maszynach.